# Catedral de San José y San Andrés (San Andrés Tuxtla)
La catedral de San José y San Andrés, está localizada en la ciudad de San Andrés Tuxtla, domina el centro de la población con sus dos altas torres de estilo colonial sotaventino, el inicio de su construcción data de finales del siglo XIX y mediados del siglo XX. Pertenece a la diócesis de San Andrés Tuxtla.
Su construcción abarca casi 100 años, más que nada por la falta de recursos en el proceso, siendo fuerte impulsora la señora Concepción Sedas en su culminación en el año de 1950. Tanto el interior como el exterior son pintados de colores claros, en su interior esta la capilla del Santísimo donde se encuentran los restos del obispo Guillermo Ranzahuer.
Seis obispos han ejercido su labor pastoral en esta Diócesis. El primer obispo que tuvo su sede en esta catedral fue don Jesús Villareal y Fierro, el segundo fue don Arturo A. Szymankski Ramírez, el tercero fue don Guillermo Ranzahuer, el cuarto fue don José Trinidad Zapata Ortiz ,don Fidencio López Plazacomo V y el Vl  don José Luis Canto Sosa (actual obispo) obispo de la diócesis de San Andrés Tuxtla, Ver. Esta catedral fue consagrada por don Jesús Villareal y Fierro el 7 de enero de 1950 y se terminó de construir con las aportaciones de reverendo Gregorio Aguilar y la entusiata Concepción Sedas, miembro de la A.C. F. M. Cfr. según datos históricos de la curia de San Andrés Tuxtla.